# Higher Ground (album Barbra Streisand)
Higher Ground è il ventisettesimo album in studio della cantante statunitense Barbra Streisand. Quest'album è diventato l'ottavo album numero uno di Streisand nella Billboard 200, la quinta nella Dutch Albums Chart, la quinta posizione nella Billboard Canadian Albums ed ha venduto oltre 11.000.000 di copie.

## Tracce
1. I Believe/You'll Never Walk Alone – 6:12 (Ervin Drake, Irvin Graham, Jimmy Shirl, Al Stillman/Oscar Hammerstein II, Richard Rodgers)
2. Higher Ground – 4:24 (Kent Agee, Steve Dorff, George Green)
3. At the Same Time – 4:18 (Ann Hampton Callaway)
4. Tell Him – 4:52 (Walter Afanasieff, David Foster, Linda Thompson)
5. On Holy Ground – 6:14 (Geron Davis)
6. If I Could – 4:25 (Ken Hirsch, Ron Miller, Marti Sharron)
7. Circle – 4:15 (Jud Friedman, Cynthia Weil)
8. The Water Is Wide/Deep River – 5:33 (Traditional)
9. Leading with Your Heart – 3:33 (Alan Bergman, Marilyn Bergman, Marvin Hamlisch)
10. Lessons to Be Learned – 4:43 (Dorothy Sea Gazeley, Marsha Malamet, Alan Rich)
11. Everything Must Change – 4:05 (Bernard Ighner)
12. Avinu Malkeinu – 4:07 (Max Janowski)

## Classifiche
| Classifica        | Posizione massima |
| ----------------- | ----------------- |
| Australia         | 14                |
| Austria           | 42                |
| Belgio (Fiandre)  | 22                |
| Belgio (Vallonia) | 12                |
| Canada            | 5                 |
| Francia           | 23                |
| Germania          | 35                |
| Norvegia          | 16                |
| Nuova Zelanda     | 23                |
| Paesi Bassi       | 5                 |
| Regno Unito       | 12                |
| Stati Uniti       | 1                 |
| Svezia            | 34                |
| Svizzera          | 15                |